# 上地雄輔
上地雄輔（1979年4月18日—），藝名遊助，日本的男演員、藝人，同時是組合「羞恥心」的成員（「心」擔當）。出生於神奈川縣橫須賀市，身高178cm，體重67kg。所屬經紀人公司為日本音樂娛樂。

## 棒球運動員時期
小學及中學時代曾代表日本出戰國際賽。中學時代為軟式棒球隊橫須賀Stars的隊長。
其後更同時收到38間高球的入讀邀請，最後選擇入讀棒球名校橫濱高等學校，並加入該校的硬式棒球部，擔任捕手，為松坂大輔的前輩。高中二年級時，在甲子園預選比賽中，發生意外導致右肘神經斷裂，無奈將正選位置讓給後輩小山男良。

## 藝人
高中畢業前在裏原宿被星探發掘，在日本芸能界主要以演戲和歌唱發展。1999年在TBS電視劇《L×I×V×E》中正式出道。
2007年6月27日起，參演富士電視台問答遊戲節目《Quiz! Hexagon II》，並以「蠢材」著名，與里田舞、鹤野刚士、木下優樹菜、スザンヌ及野久保直樹並稱為「Hexagon笨蛋六人組」。在預選筆試中，共20次成為最低分的參加者，為該節目的最多紀錄。

## 羞恥心
2007年8月1日，在《Quiz!Hexagon II》中，把「羞恥心」（しゅうちしん）唸成さじしん，與鶴野剛士和野久保直樹組成的組合，被知名主持人島田紳助命名為「羞恥心」。
2008年3月5日, 在《Quiz! Hexagon II》中首次演出單曲《羞恥心》。4月9日正式發售，即登上Oricon單曲榜第1位。

## 作品

### 電視劇
- L×I×V×E（1999年4月 - 6月、TBS） - 水野太郎 役
- 小市民ケーン第3話（1999年7月、富士電視台）
- 旅途是旅伴（1999年、日本電視台）
- 弁護士芸者のお座敷事件簿5（2000年1月24日、TBS） - 勝又純二 役
- 平成夫婦茶碗〜一毛不拔的跑道 第7話（2000年2月、日本電視台）
- Music Museum Your Song #2夜空的彼方（2000年9月、富士電視台）
- 年輕人脚本最優秀獎2000 御就職（2000年11月、富士電視台） - 多田 役
- D-girls 偶像探偵三姊妹物語 第5話・最終話（2001年7月 - 9月、東京電視台）
- 5NIGHTS SHORT STORY 愛這個！第1話・第5話（2001年9月、朝日電視台）
- 澀谷系的女子職業摔跤 第7話（2001年8月、テレビ朝日） - 島田テツオ 役
- 適合人 第5話（2002年2月、富士電視台） - ハヤタ 役
- 極道鮮師Ⅰ（（2002年4月 - 7月、NTV） - 大石雄輔 役
- 中居大師說 小連續劇『Rie』第2話「陸上自衛隊的女人」（2002年、TBS）
- 午餐女王 第7話（2002年、富士電視台） - 賣冰淇淋的青年 役
- 瘋狂的果實（2002年9月9日、TBS） - 福島和幸 役
- 極道鮮師特別版（2003年、NTV） - 大石雄輔 役
- 爸氣十足第1話（2003年4月、TBS） - 關口 役
- 女婿大人 2003（2003年、富士電視台） - 相馬龍二 役
- 西瓜 第8話（2003年8月、日本電視台） - 崎谷夏子的學生 役
- 我們都還活著（2003年9月、朝日電視台） - 中田 役
- 未來先生（2004年2月、朝日電視台） - 健二 役
- 老公當家第1話（2004年、富士電視台） - 中村 役
- 分割1 舞台7『東京ミチカ』（2004年10月 - 11月、富士電視台）
- 天才棒球隊（2005年7月 - 9月、朝日電視台） - 三荻野球五 役
- 孃王（2005年10月 - 12月、東京電視台） - 黑田 役
- 劇團演技者 第14回公演「ロンリー・マイルーム」（2005年11月、富士電視台） - 木下聰 役
- 對鐵板做戀愛（2006年1月、ABC電視台） - トモオ 役
- 24小時電視特別連續劇 ユウキ（2006年8月26日、日本電視台） - シン 役
- 留言～傳說的商業廣告導演、杉山登志～（2006年8月28日、MBS電視台） - 八木 役
- 未來創造堂『電影院創造堂・第41回「日本漫画 加藤謙一」』（2007年1月、電視台） - 手塚治虫 役
- 派遣女王（2007年1月-3月 NTV） - 近耕作 役
- 弁天祐美子法律事務所（2007年4月、朝日電視台） - 松田武蔵 役
- 育兒的天才（2007年4月 - 6月、富士電視台） - 松山正美 役
- ミュードラ 春日和（2007年6月、富士電視台721）
- 螢之光 第9話、2之第一夜 （2007年7月 - 9月、NTV） - 影音店的店員 役
- 新聞報導A 特別連續劇（2007年10月7日、富士電視台・關西電視台） - 白川英聖 役
- 工作一姐 第2話（2007年10月、NTV） - 棒球選手・志村純司 役
- 夢路第25回（2007年10月21日、TBS）
- 彗星物語（2007年12月3日、TBS） - 城田幸一 役
- 貧窮男子（2008年1月 - 3月、NTV） - 照山修司 役
- 給笑容的你~女醫師和滑稽演員的挑戰（2008年3月14日、富士電視台） - 醫師・山本健二 役
- 教頭當家（2008年4月－7月、TBS）- 江夏卓 役
- 御台場偵探羞恥心 六角殺人事件（2008年8月6日、富士電視台） - 主演 上地雄輔（本人）役
- 富家女與窮太郎（2008年10月－12月 富士電視台）- 佐藤太郎 役
- 改造老師大作戰（2008年10月－12月 NTV）- 杉虎之助 役
- 假面骑士G（2009年1月31日、朝日電視台）- 織田大道 役
- 上地雄輔物語（2009年3月14日、富士電視台）- 旁白
- 大河劇（NHK）
  - 天地人（2009年）- 小早川秀秋 役
  - 致光之君（2024年）- 藤原道綱 役
- ドロップ/剽悍少年（2009年3月、角川映画) - 木村ヒデオ 役
- 毛骨悚然撞鬼經驗（2009年8月25日、富士電視台） - 主演 石川弘 役
- 働くゴン!（2009年9月23日、日本電視台） - 派遣社員 役（特別出演）
- 婦產科的女醫生（2009年10月 - 12月、日本電視台） - 玉木聰 役
- 來自未來的訪客（2010年3月12日、關西電視台）- 主演 遙香未来夫 役
- 逃亡弁護士 （2010年7月 - 9月、關西電視台） - 主演 成田誠 役
- 螢之光 第一夜 （2010年7月、NTV） - 影音店的店員 役
- Dirty mama  (ダーティ・ママ!)（2012年、日本電視台） -  佐々木卓也 役
- 特別企劃 關於惡女（2012年4月30日、TBS） - 渡瀬義雄 役
- 末班電車 最終夜 東京駅（2013年3月18日、TBS） - ゲスト出演
- 醉漢小藤下一頁（2013年6月21日‐9月13日、NHK BS Premium） - 須藤平八郎 役
- 特別連續劇企劃 最好的款待（2014年2月28日、日本電視台） - 新田彰 役
- 特集電視劇 想生活想幫助（2014年3月11日、NHK） - 岩井哲朗 役
- 全力離婚相談（2015年1月 - 2月、NHK） - 三津矢鐵 役
- Mother Game～她們的階級～（2015年4月 - 6月、TBS） - 磯山琢己 役
- 我們仍未知道那天所看見的花名。（2015年9月21日、富士電視台） - 工事現場作業員 役
- 頂尖神醫2016（2016年2月20日、東京電視台） - 三好政安 役
- 我的築地！出發！好味道事件簿～（2016年7月 -、東京電視台） - 正一 役
- （2017年3月13日-、NHK総合）- 龜田實 役
- 椿文具店 ～鎌倉代筆物語～ （2017年4月-6月、NHK総合） - 守景蜜朗 役
- 精靈守護者III（2017年11月 - 、NHK総合） - 伽爾納 役

### 電影
- GO-CON!（2000年） - 上原 役
- 柏拉圖式性愛（2001年） - 達也 役
- 湖面的魂（2003年） - 広井忠雄 役
- 深呼吸的必要（2004年） - 宮里一雄 役
- 恐怖劇場-我的寶貝（2004年） - 大悟 役
- GACHAPON!（2004年） - 新堂良太 役
- 火與冰（2004年） - 矢吹一也 役
- 哥吉拉 最後戰役（2004年） - X星人 役
- アニムスアニマ（2005年） - 克也 役
- 10分鐘日記（2005年） - 古屋 役
- 戰鬥？第貳戰鬥二本松的虎（2006年） - 小松力 役
- 青春金属棒（2006年） - 山下 役
- 名人想結婚的13惡魔（2007年、グロービック） - 根来章 役
- 風之舞（2007年） - 高良經 役
- 從句ZERO（2007年） - 筒本將治 役
- 咯咯咯鬼太郎 (電影)
- 從句ZERO II（2009年） - 筒本將治 役
- 漫才幫（2011年） - 鬼塚龍平 役
- 女孩（2012年）- 武田博樹 役
- のぼうの城（2012年） - 石田三成 役
- くじけないで（2013年、松竹） - 上條醫師 役
- 想擁抱～真實的故事～（2014年） - 屯田 役
- 鼴鼠的歌 潜入捜査官 REIJI（2014年） - 黒河剣太（クロケン）役
- 超高速！參勤交代（2014年） - 秋山平吾 役
- 幸運情人草（2014年） - 筒井義道 役
- 球場上的朝陽（2014年） - トム三宅 役
- 超高速!参勤交代 リターンズ(2016年) - 秋山平吾 役
- 鼴鼠的歌 香港狂騒曲（2016年） - 黒河剣太（クロケン）役
- 新宿天鵝II（2017年） - 森長千里 役
- 我想吃掉你的胰臟（2017年） - 宮田一晴 役

## 作品列表

### 作为「遊助」发表的作品

#### 单曲
| 顺序 | 发售日期       | 作品名称               | 中文翻译               | 规格及商品编号                                                            | 公信榜最高排名 |
| ---- | -------------- | ---------------------- | ---------------------- | ------------------------------------------------------------------------- | -------------- |
| 1st  | 2009年3月11日  | ひまわり               | 向日葵                 | SRCL-6980/1（初回限定盤） SRCL-6982（通常盤）                             | 2位            |
| 2nd  | 2009年6月24日  | たんぽぽ/海賊船/其の拳 | 蒲公英/海盗船/它的拳头 | SRCL-7070/1（初回限定盤A） SRCL-7072/3（初回限定盤B） SRCL-7074（通常盤） | 1位            |
| 3rd  | 2009年11月4日  | いちょう               | 银杏                   | SRCL-7166/7（初回限定盤） SRCL-7168（通常盤）                             | 2位            |
| 4th  | 2010年3月10日  | ライオン               | 狮子                   | SRCL-7230/1（初回限定盤） SRCL-7232（通常盤）                             | 1位            |
| 5th  | 2010年7月28日  | ミツバチ               | 蜜蜂                   | SRCL-7346/7（初回限定盤） SRCL-7348（通常盤）                             | 2位            |
| 6th  | 2010年11月10日 | ひと                   | 人                     | SRCL-7413/4（初回限定盤） SRCL-7415（通常盤）                             | 4位            |
| 7th  | 2011年7月20日  | 全部好き。             | 全都喜欢               | SRCL-7651（初回限定盤） SRCL-7653（通常盤）                               | 4位            |
| 8th  | 2011年8月3日   | 雄叫び                 | 呐喊                   | SRCL-7697（初回限定盤） SRCL-7699（通常盤）                               | 4位            |
| 9th  | 2011年11月9日  | 一笑懸命/イナヅマ侍    | 一笑懸命/闪电武士      | SRCL-7782（初回限定盤A） SRCL-7784（初回限定盤B） SRCL-7786（通常盤）     | 4位            |
| 10th | 2012年3月7日   | Baby Baby              | Baby Baby              | SRCL-7857（初回限定盤A） SRCL-7859（初回限定盤B） SRCL-7861（通常盤）     | 4位            |
| 11th | 2012年10月31日 | VIVA!Nossa Nossa       | VIVA!Nossa Nossa       | SRCL-8103（初回限定盤A） SRCL-8105（初回限定盤B） SRCL-8107（通常盤）     | 4位            |

#### 专辑
| 顺序 | 发售日期       | 作品名称 | 中文翻译                     | 规格及商品编号                                         | 公信榜最高排名 |
| ---- | -------------- | -------- | ---------------------------- | ------------------------------------------------------ | -------------- |
| 1st  | 2009年12月16日 |          | 那个・・虽然困难不算什么     | SRCL-7179〜SRCL-7180（初回限定盤） SRCL-7181（通常盤） | 2位            |
| 2nd  | 2011年2月2日   |          | 那个・・虽然我有梦想         | SRCL-7494〜SRCL-7495（初回限定盤） SRCL-7496（通常盤） | 1位            |
| 3rd  | 2012年4月4日   |          | 那个・・因为有泪水爱才会存在 | SRCL-7930〜SRCL-7931（初回限定盤） SRCL-7932（通常盤） | 1位            |
| 4th  | 2013年4月17日  |          | 那个・・虽然我们已经见过了   | SRCL-8246～SRCL-8247（初回限定盤） SRCL-8248（通常盤） |                |
| 5th  | 2014年3月19日  |          | 那个・・                     | SRCL-8529～SRCL-8530（初回限定盤） SRCL-8533（通常盤） |                |

#### 迷你专辑
| 顺序 | 发售日期      | 作品名称                 | 中文翻译                   | 规格及商品编号                              | 公信榜最高排名 |
| ---- | ------------- | ------------------------ | -------------------------- | ------------------------------------------- | -------------- |
| 1st  | 2012年5月30日 | あの・・お祭りですケド。 | 那个・・虽然我希望在庆典上 | SRCL-8018（初回限定盤） SRCL-8020（通常盤） | 5位            |

## 外部連結
- 上地雄輔(遊助)官方部落格：http://lineblog.me/kamijiyusuke/ （页面存档备份，存于）
- 神兒遊助（官方部落格）：http://ameblo.jp/kamijiyusuke/（页面存档备份，存于）
- 遊助 YouTube 官方频道：http://www.youtube.com/user/yuusukeSMEJ （页面存档备份，存于）
- 遊助官方网站：http://www.yuusuke.jp/ （页面存档备份，存于）